# منتزه سلاسل جبال تخيدة والمخارة والحمة الطبيعي
منتزه سلاسل جبال تخيدة والمخارة والحمة الطبيعي (بالإسبانية: Parque natural de las Sierras de Tejeda, Almijara y Alhama)‏ هي منطقة محمية في مقاطعتي مالقة وغرناطة الإسبانية . تحتوي على سلسلة جبال تخيدة وسلسلة جبال المخارة. الحديقة جبليةٌ ومغطاةٌ جزئيًا بغابات الصنوبر في المستويات الدنيا بينما توجد نباتات البحر الأبيض المتوسط النموذجية في المرتفعات. هناك عدد كبير من الأنواع المتوطنة.